# Dinámica de fluidos compresibles no ideal

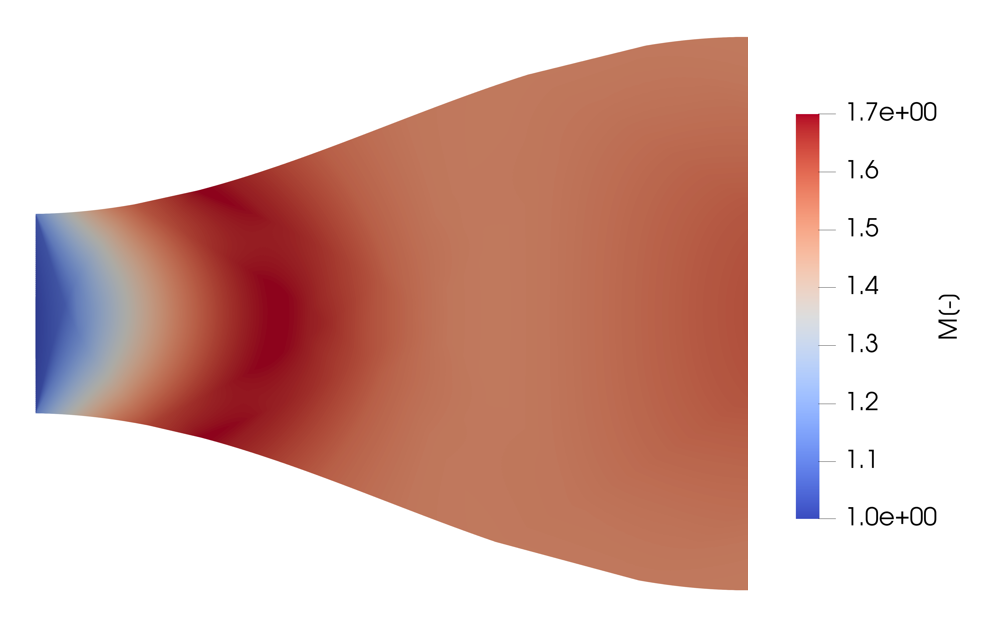
Evolución no monótona del número de Mach M en la sección divergente de una tobera supersónica. El fluido es siloxano MM (hexametildisiloxano, C6H18OSi2) que evoluciona en un régimen de dinámica de gases no ideal.

La dinámica de fluidos compresibles no ideal (NICFD), o dinámica de gases compresibles no ideal, es una rama de la mecánica de fluidos que estudia el comportamiento dinámico de los fluidos que no obedecen a la termodinámica de los gases ideales. Es el caso, por ejemplo, de los vapores densos, los flujos supercríticos y los flujos bifásicos compresibles. Con el término vapores densos, se hace referencia a todos los fluidos en estado gaseoso caracterizados por condiciones termodinámicas cercanas a la saturación y al punto crítico. Los fluidos supercríticos, por el contrario, presentan valores de presión y temperatura superiores a sus valores críticos, mientras que los flujos bifásicos se caracterizan por la presencia simultánea de fases líquida y gaseosa.
En todos estos casos, el fluido debe modelarse como un gas real, ya que su comportamiento termodinámico difiere considerablemente del de un gas ideal, que por el contrario aparece en condiciones termodinámicas diluidas. La ley de los gases ideales puede emplearse en general como una aproximación razonable de la termodinámica de los fluidos para presiones bajas y temperaturas altas. De lo contrario, las fuerzas intermoleculares y la dimensión de las partículas del fluido, que se descuidan en la aproximación del gas ideal, pasan a ser relevantes y pueden afectar significativamente al comportamiento del fluido.  Esto es extremadamente válido para gases compuestos por moléculas complejas y pesadas, que tienden a desviarse más del modelo ideal.
Si bien la dinámica de fluidos compresibles en condiciones ideales está bien establecida y se caracteriza por varios resultados analíticos, cuando se consideran condiciones termodinámicas no ideales, pueden producirse fenómenos peculiares. Esto es especialmente válido en condiciones supersónicas, es decir, para velocidades de flujo superiores a la velocidad del sonido en el fluido considerado. Todas las características típicas de los flujos supersónicos se ven afectadas por la termodinámica no ideal, lo que da lugar a diferencias cuantitativas y cualitativas con respecto a la dinámica de los gases ideales.

## Termodinámica no ideal

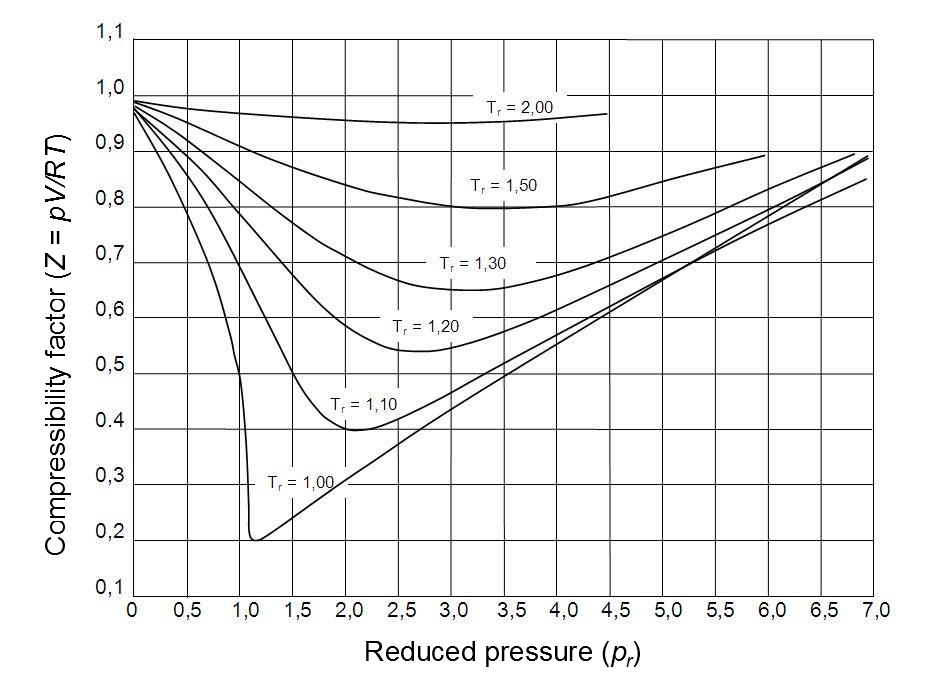
Factor de compresibilidad Z para diferentes valores de presión reducida y temperatura.

En condiciones termodinámicas diluidas, la ecuación de estado (EoS) del gas ideal proporciona resultados suficientemente precisos para modelar la termodinámica de los fluidos. Esto ocurre en general para valores bajos de presión reducida y valores altos de temperatura reducida, donde el término reducidas se refiere a la relación entre una determinada cantidad termodinámica y su valor crítico. Para algunos fluidos, como el aire, la suposición de considerar condiciones ideales es perfectamente razonable y se utiliza ampliamente.
Por otro lado, cuando las condiciones termodinámicas se acercan a la condensación y al punto crítico, o cuando se dan presiones elevadas, se necesitan modelos de gases reales para captar el comportamiento real del fluido. En estas condiciones, de hecho, entran en juego las fuerzas intermoleculares y los efectos de compresibilidad. 
Una medida de la no idealidad del fluido viene dada por el factor de compresibilidad {\displaystyle Z}, definido como
{\displaystyle Z={\frac {Pv}{RT}}}
donde
- {\displaystyle P} es la presión [Pa];
- {\displaystyle v} es el volumen específico [m3/kg];
- {\displaystyle R} es la constante específica del gas [J/(kg K)], es decir, la constante universal de los gases dividida por la masa molecular del fluido;
- {\displaystyle T} es la temperatura absoluta [K].

El factor de compresibilidad es una cantidad adimensional que es igual a 1 para los gases ideales y se desvía de la unidad a medida que aumentan los niveles de no idealidad.
Existen varios modelos no ideales, desde las más simples ecuaciones de estado cúbicas (como la Van der Waals y la Peng-Robinson modelos) hasta otros complejos con múltiples parámetros, incluida la ecuación de estado Span-Wagner.
Las ecuaciones de estado más avanzadas son fácilmente accesibles a través de bibliotecas termodinámicas, como FluidProp o el software de código abierto CoolProp.

## Regímenes dinámicos de gases no ideales
El comportamiento dinámico de los flujos compresibles se rige por la cantidad termodinámica adimensional {\displaystyle \Gamma }, conocida como derivada de Landau o derivada fundamental de la dinámica de gases y se define como
{\displaystyle \Gamma ={\frac {v^{3}}{2c^{2}}}\left({\frac {\partial ^{2}P}{\partial v^{2}}}\right)_{s}=1+{\frac {c}{v}}\left({\frac {\partial c}{\partial P}}\right)_{s}}
donde
- {\displaystyle c} es la velocidad del sonido [m/s];
- {\displaystyle s} es la entropía específica por unidad de masa [J/(kg K)].

Desde un punto de vista matemático, la derivada de Landau es una medida adimensional de la curvatura de los isentrópicos en el plano termodinámico presión-volumen. Desde un punto de vista físico, la definición de {\displaystyle \Gamma } indica que la velocidad del sonido aumenta con la presión en transformaciones isentrópicas para valores de {\displaystyle \Gamma >1}, mientras que, por el contrario, disminuye con la presión para {\displaystyle \Gamma <1}.
Basándose en el valor de {\displaystyle \Gamma }, se pueden definir tres regímenes dinámicos de los gases:
- régimen dinámico de los gases ideales para {\displaystyle \Gamma >1};
- régimen dinámico de los gases clásicos no ideales para {\displaystyle 0<\Gamma <1};
- régimen dinámico de gases no clásico para {\displaystyle \Gamma <0}.

### Régimen dinámico de gases ideal
En el régimen ideal, se recupera cualitativamente el comportamiento habitual de un gas ideal. De hecho, para un gas ideal, el valor de la derivada de Landau se reduce al valor constante {\displaystyle \Gamma ={\frac {\gamma +1}{2}}}, donde {\displaystyle \gamma } es el coeficiente de dilatación adiabática. Por definición, {\displaystyle \gamma } es la relación entre la presión constante y el volumen constante calor específico, por lo que es mayor que 1, lo que da lugar a un valor de {\displaystyle \Gamma } también mayor que 1.
En este régimen, solo se encuentran diferencias cuantitativas con respecto al modelo ideal. De hecho, la evolución del flujo depende de las condiciones termodinámicas totales o del estancamiento. Por ejemplo, la evolución del número de Mach de un gas ideal en una tobera supersónica depende únicamente de la relación de capacidad calorífica (es decir, del fluido) y de la relación entre la presión de escape y la presión de estancamiento. Sin embargo, si se tienen en cuenta los efectos de los gases reales, incluso fijando el fluido y la relación de presión, diferentes estados totales producen diferentes perfiles de Mach.
Normalmente, en el caso de los fluidos monofásicos formados por moléculas simples, solo se puede alcanzar el régimen dinámico de gas ideal, incluso en condiciones termodinámicas muy cercanas a la saturación. Es el caso, por ejemplo, de las moléculas diatómicas o triatómicas, como el nitrógeno o el dióxido de carbono, que solo pueden experimentar pequeñas desviaciones del comportamiento ideal.

### Régimen clásico no ideal de la dinámica de gases

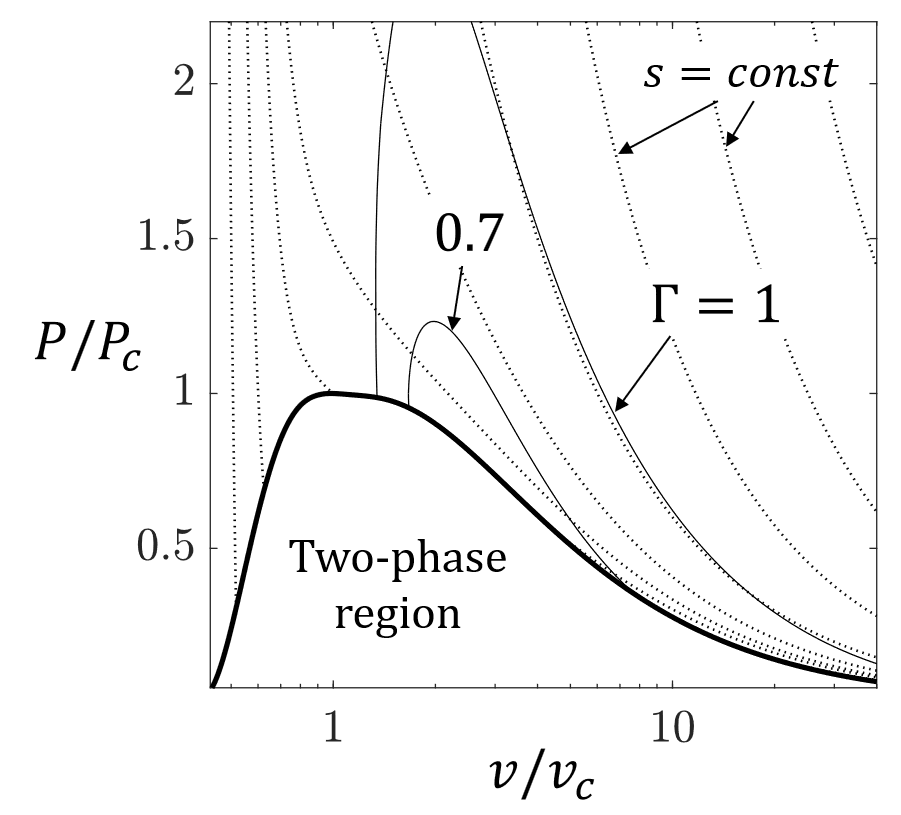
Diagrama termodinámico de presión-volumen reducido para el fluido siloxano MM (hexametildisiloxano, C6H18OSi2
), incluyendo la curva de saturación líquido-vapor, algunas isentrópicas y algunas isolíneas de la derivada fundamental de la dinámica de gases. La región de gases no ideales se muestra cerca de la curva de saturación.

Para fluidos con alta complejidad molecular, los modelos termodinámicos más avanzados predicen valores de {\displaystyle 0<\Gamma <1} en la región de fase única cerca de la curva de saturación, donde la velocidad del sonido es muy sensible a las variaciones de densidad a lo largo de las isentrópicas.  Estos fluidos pertenecen a diferentes clases de compuestos químicos, entre los que se incluyen los hidrocarburos, los siloxanos y los refrigerantes.
En el régimen no ideal, se pueden encontrar incluso diferencias cualitativas con respecto a la dinámica de gases ideales, lo que significa que la evolución del flujo puede ser muy diferente para condiciones totales variables. El fenómeno más peculiar del régimen no ideal es la disminución del número de Mach en las expansiones isentrópicas que se producen en el régimen supersónico, es decir, en los procesos en los que disminuye la densidad del fluido. De hecho, para un gas ideal que se expande isentrópicamente en una tobera convergente-divergente, el número de Mach aumenta monótonamente a medida que disminuye la densidad. Por el contrario, para flujos que evolucionan en un régimen no ideal, es posible una evolución no monótona del número de Mach en la sección divergente, mientras que la reducción de la densidad sigue siendo monótona (véase la figura en la sección introductoria). Este fenómeno particular está regido por la cantidad {\displaystyle J}, que es una medida adimensional del número de Mach derivada con respecto a la densidad en procesos isentrópicos:
{\displaystyle J={\frac {\rho }{M}}{\frac {dM}{d\rho }}=1-\Gamma -{\frac {1}{M^{2}}}}
donde
- {\displaystyle M} es el número de Mach;
- {\displaystyle \rho } es la densidad [kg/m3].

A partir de la definición de {\displaystyle J}, el número de Mach aumenta con la densidad para condiciones de flujo con valores de {\displaystyle J>0}. De hecho, esto solo es posible para valores de {\displaystyle \Gamma <1}, es decir, en el régimen no ideal. Sin embargo, esta no es una condición suficiente para que aparezca el número de Mach no monótono, ya que también se requiere un valor suficientemente grande de {\displaystyle M}. En particular, son necesarias condiciones supersónicas ({\displaystyle M>1}).
Se encuentra un efecto análogo en la expansión alrededor de rampas rarefactivas: para condiciones termodinámicas adecuadas, el número de Mach aguas abajo de la rampa puede ser inferior al aguas arriba. Por el contrario, en las ondas de choque oblicuas, el número de Mach posterior al choque puede ser mayor que el anterior al choque. 

### Régimen dinámico de gases no clásico
Por último, los fluidos con una complejidad molecular aún mayor pueden presentar un comportamiento no clásico en la región de vapor monofásico cerca de la saturación. Se denominan fluidos de Bethe-Zel'dovich-Thompson (BZT), por el nombre de los físicos Hans Bethe, Yakov Zel'dovich, y Philip Thompson, quien trabajó por primera vez en este tipo de fluidos.
Para condiciones termodinámicas que se encuentran en el régimen no clásico, la evolución no monótona del número de Mach en expansiones isentrópicas puede encontrarse incluso en condiciones subsónicas. De hecho, para valores de {\displaystyle \Gamma <0}, también se pueden alcanzar valores positivos de {\displaystyle J} en flujos subsónicos ({\displaystyle M<1}). En otras palabras, la evolución no monótona del número de Mach también es posible en la sección convergente de una tobera isentrópica.
Además, un fenómeno peculiar del régimen no clásico es la denominada «dinámica de gases invertida». En el régimen clásico, las expansiones son procesos isentrópicos suaves, mientras que las compresiones se producen a través de ondas de choque, que son discontinuidades en el flujo. Si la dinámica de los gases se invierte, ocurre lo contrario, es decir, las ondas de choque de rarefacción son físicamente admisibles y las compresiones se producen a través de procesos isentrópicos suaves.
Como consecuencia del valor negativo de {\displaystyle \Gamma }, pueden producirse otros dos fenómenos peculiares en los fluidos BZT: la división por choque y las ondas compuestas. La división por choque se produce cuando una discontinuidad de presión inadmisible evoluciona con el tiempo generando dos ondas de choque más débiles. Las ondas compuestas, por el contrario, se refieren a fenómenos en los que dos ondas elementales se propagan como una sola entidad.
Aún no se dispone de pruebas experimentales de un régimen dinámico de gases no clásico. Las principales razones son la complejidad de realizar experimentos en condiciones termodinámicas tan difíciles y la estabilidad térmica de estas moléculas tan complejas.

## Aplicaciones
Los flujos compresibles en condiciones no ideales se encuentran en varias aplicaciones industriales y aeroespaciales. Se emplean, por ejemplo, en ciclos orgánicos de Rankine (ORC) y dióxido de carbono supercrítico (sCO2) systems para producción de energía. En el campo aeroespacial, los fluidos en condiciones cercanas a la saturación pueden utilizarse como óxidos en motores cohete híbridos o para el enfriamiento superficial de toberas de cohetes. Los gases formados por moléculas de alta masa molecular pueden utilizarse en túneles de viento supersónicos en lugar del aire para obtener números de Reynolds más altos. Por último, los flujos no ideales encuentran aplicación en el transporte de combustibles a alta velocidad y en la expansión rápida de soluciones supercríticas (RESS) de CO2 para la generación de partículas o la extracción de productos químicos.

### Ciclos orgánicos de Rankine

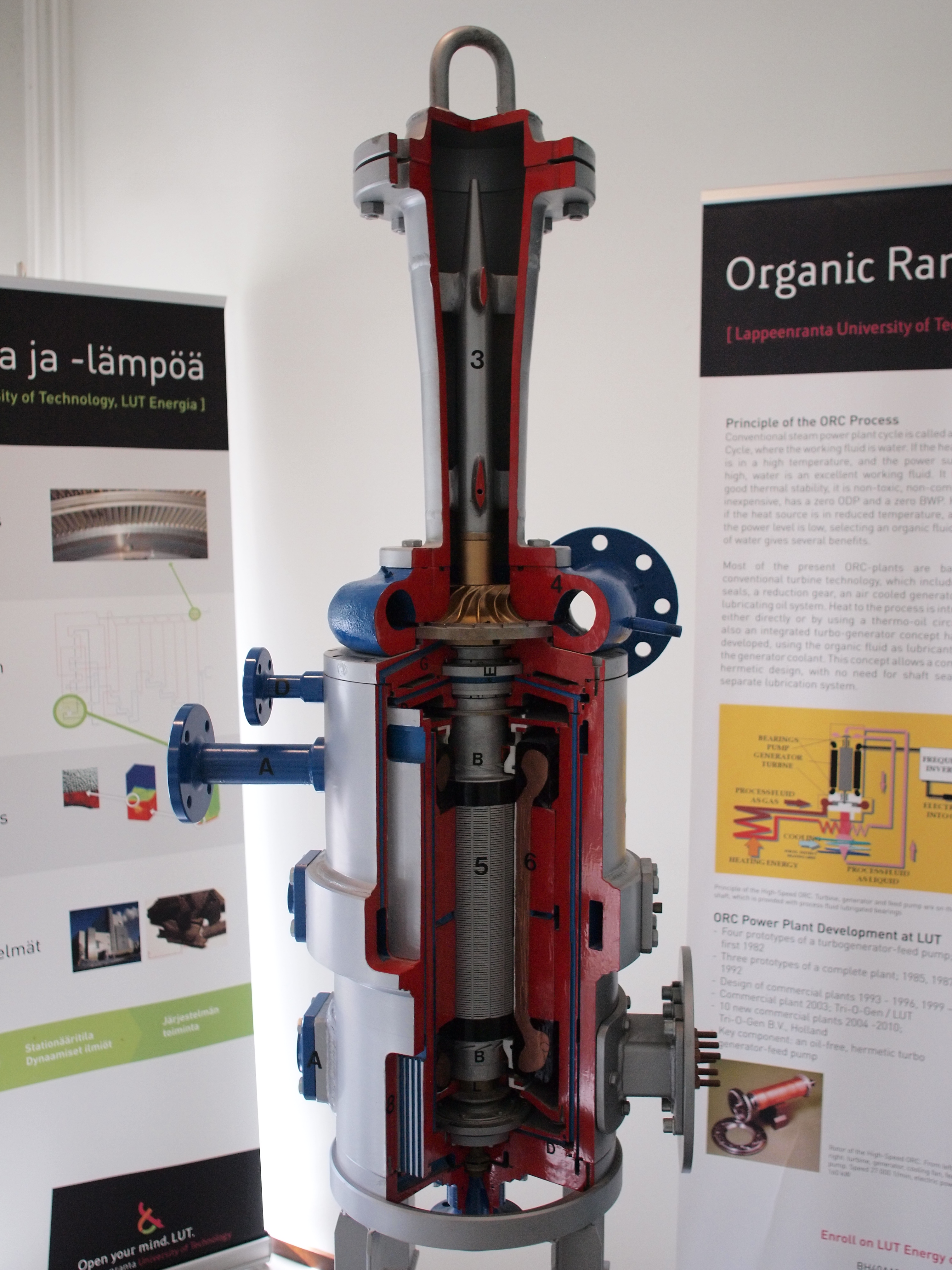
ORC turbogenerador en la Universidad LUT en Lappeenranta, Finlandia.

Los ciclos Rankine habituales son ciclos termodinámicos que emplean agua como fluido de trabajo para producir energía eléctrica a partir de fuentes térmicas. En los ciclos Rankine orgánicos, por el contrario, el agua se sustituye por compuestos orgánicos molecularmente complejos. Dado que la temperatura de vaporización de este tipo de fluidos es inferior a la del agua a presión atmosférica, se pueden aprovechar fuentes de temperatura baja a media, lo que permite la recuperación de calor, por ejemplo, a partir de la combustión de biomasa, el calor residual industrial o la energía geotérmica.  Por estas razones, la tecnología ORC pertenece a la clase de las energías renovables.

### Ciclos de dióxido de carbono supercrítico
Cuando el dióxido de carbono se mantiene por encima de su presión crítica (73,773 bar) y temperatura (30,9780 °C), puede comportarse tanto como un gas como un líquido, es decir, se expande hasta llenar completamente su recipiente como un gas, pero tiene una densidad similar a la de un líquido.
El CO2 supercrítico es químicamente estable, muy barato y no inflamable, lo que lo hace adecuado como fluido de trabajo para ciclos transcríticos.  Por ejemplo, se emplea en bombas de calor domésticas, que pueden alcanzar altos eficiencias.
Además, cuando se utiliza en plantas de generación de energía que emplean ciclos Brayton y Rankine, puede mejorar la eficiencia y la potencia de salida. Su alta densidad permite una fuerte reducción de las dimensiones de las turbomáquinas, garantizando al mismo tiempo la alta eficiencia de estos componentes. Por lo tanto, se pueden adoptar diseños más simples, mientras que las turbinas de vapor requieren múltiples etapas de turbinas, lo que necesariamente conlleva mayores dimensiones y costes.
Por el contrario, los componentes mecánicos de los ciclos Brayton sCO2, especialmente la turbomaquinaria y los intercambiadores de calor, sufren corrosión. 